# Bonfons Cruchot
Pour les articles homonymes, voir Cruchot.
Bonfons Cruchot est un personnage de La Comédie humaine d’Honoré de Balzac, né en 1786 à Saumur, où il meurt en 1829. Il apparaît essentiellement dans Eugénie Grandet.
En 1819, il  est président du tribunal de première instance à Saumur. Il appartient au « clan » Cruchot, une alliance d'une vingtaine de familles dont la puissance régionale est au moins égale à celle des Grassins, et la richesse bien supérieure. Il n'a pas encore de particule, mais il lutte patiemment pour obtenir la main d'Eugénie contre une arrogante famille de petite noblesse.
Dès 1820, il signe d'ailleurs ses lettres Cruchot « de » Bonfons sans qu'on ait d'explication très claire sur cet anoblissement soudain.
En 1825, il est chargé par Eugénie de désintéresser les créanciers du père de Charles Grandet et finalement, en 1827, il épouse Eugénie qui devient de ce fait madame de Bonfons. Six mois après leur mariage, Bonfons est nommé conseiller à la cour royale d'Angers, puis premier président. En 1829, il est élu député de Saumur et il meurt huit jours après. Les stipulations de son contrat de mariage, trop habilement rédigé, font en définitive d'Eugénie son unique héritière.
Anne-Marie Meininger et Pierre Citron donnent 1829 pour date de sa mort dans l'Index des personnages fictifs de « La Comédie humaine  ».
Anatole Cerfberr et Jules Christophe situent la mort de Bonfons en 1832 dans le Répertoire de « La Comédie humaine » de Balzac.